# Проспект Маршала Жукова (Санкт-Петербург)

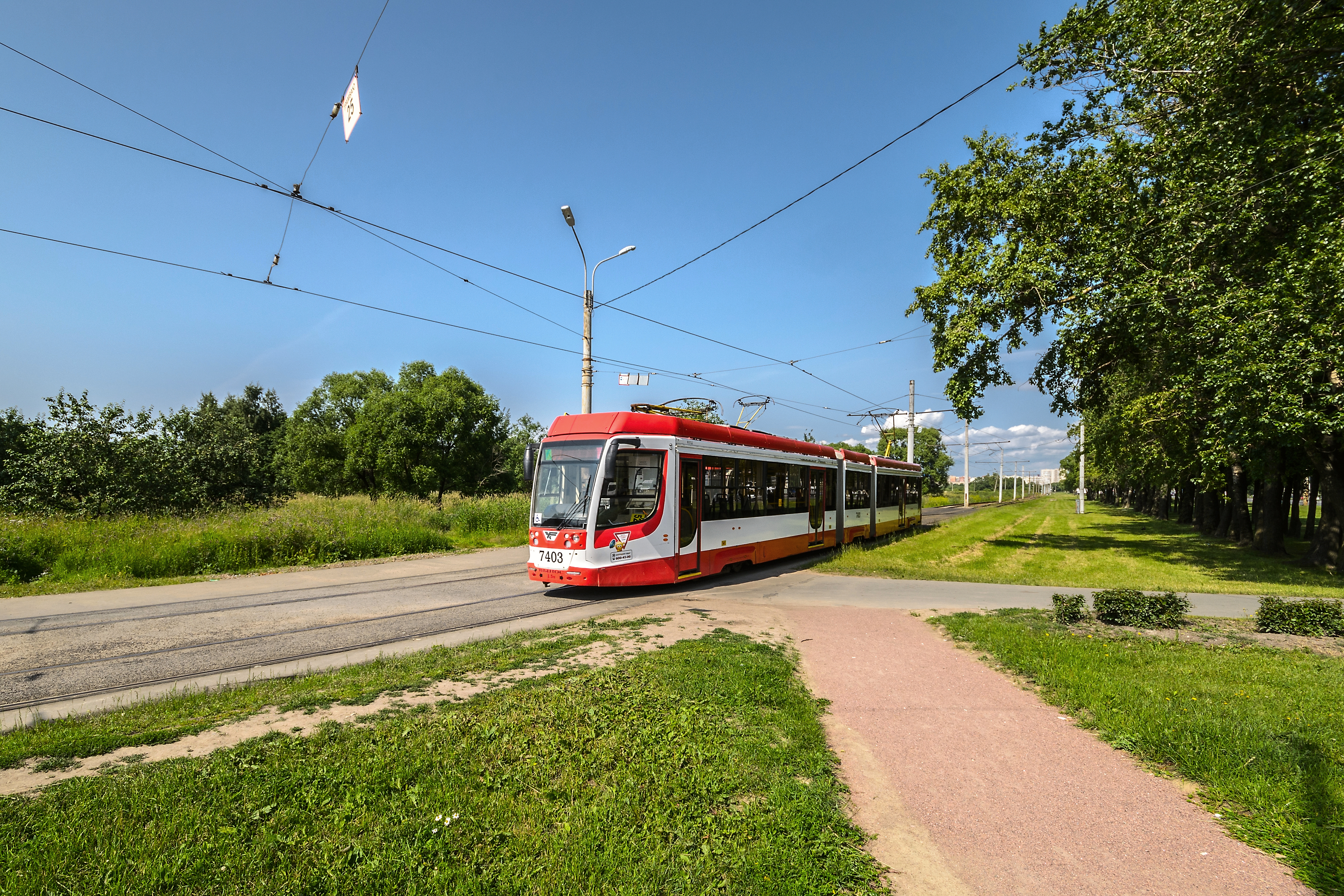
Трамвайные пути вдоль проспекта Маршала Жукова

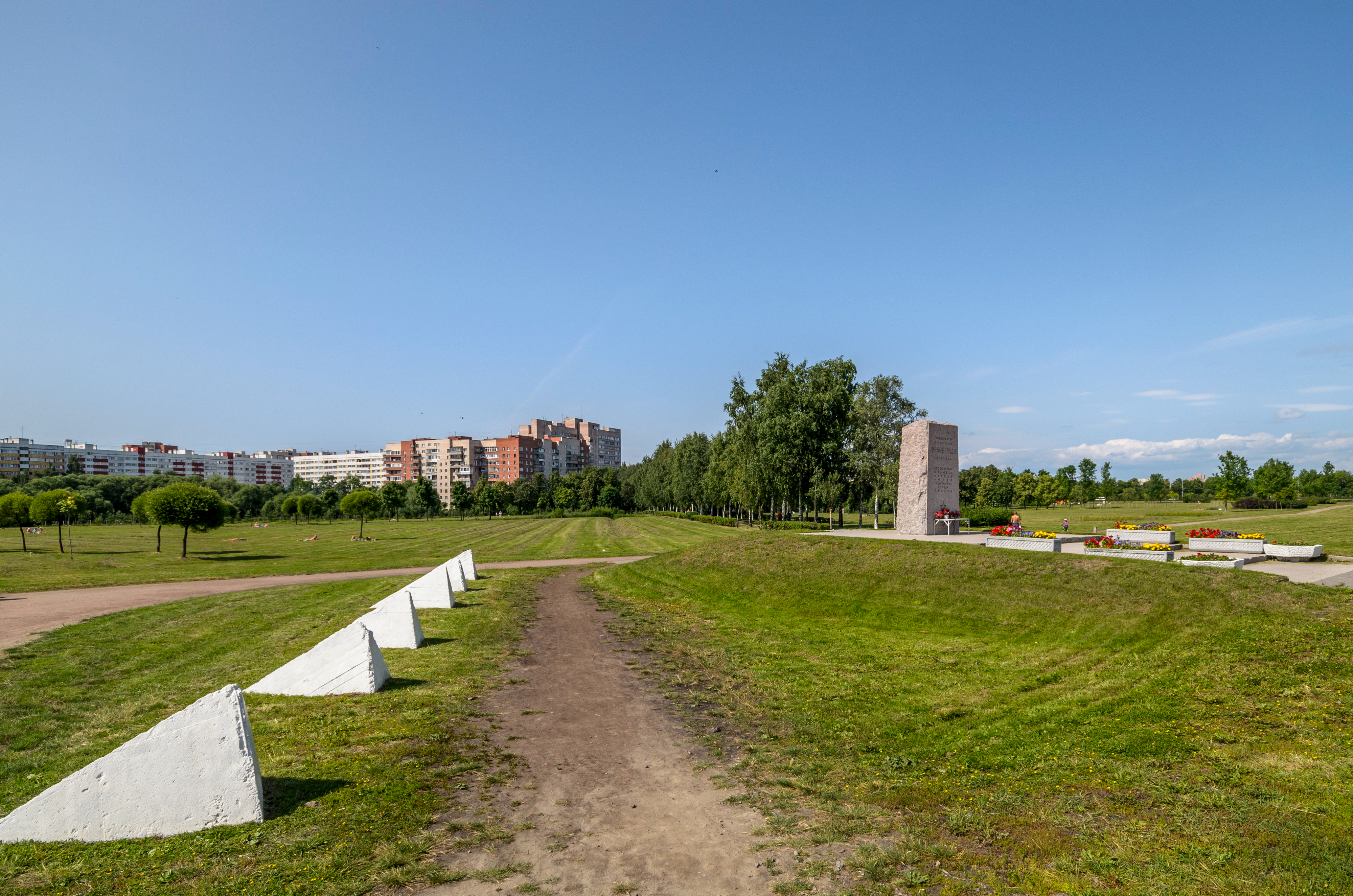
Мемориал «Передний край обороны Ленинграда»

Проспе́кт Ма́ршала Жу́кова — проспект в Кировском и Красносельском районе Санкт-Петербурга, который проходит от Кронштадтской улицы до проспекта Народного Ополчения. Продолжением проспекта Маршала Жукова на юго-запад является Таллинское шоссе, с которым он связан Лиговским путепроводом через железнодорожные пути Балтийского направления, а его начальный участок является продолжением улицы Зенитчиков. Является границей двух районов: чётная сторона принадлежит Кировскому району, а нечётная — Красносельскому.

## История

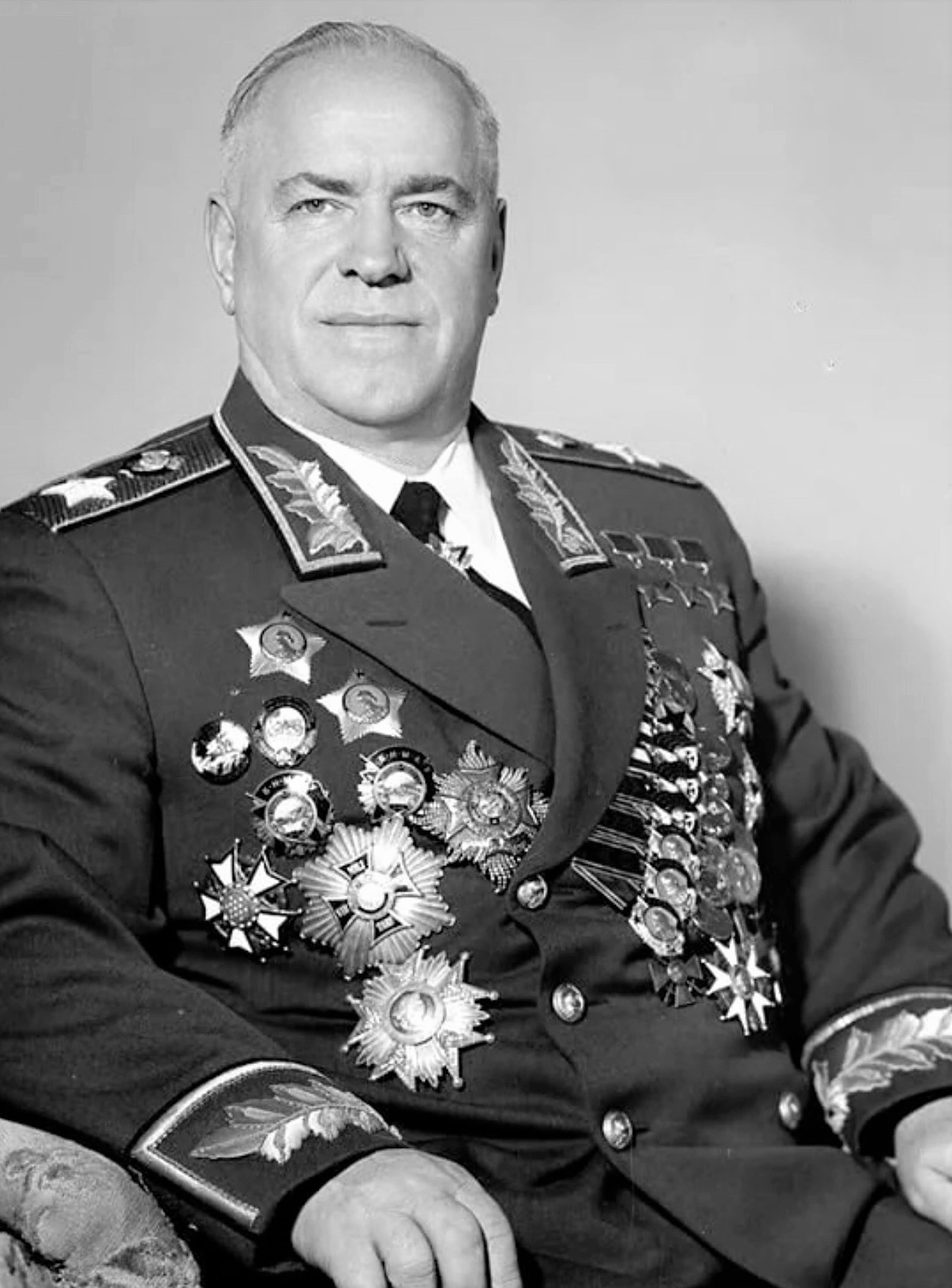
Георгий Константинович Жуков

Проспект был назван так 14 апреля 1975 года в связи с тридцатилетием Победы и в целях увековечения памяти Маршала Советского Союза Георгия Константиновича Жукова.
История переименований:
- пр. Маршала Жукова (с 14.04.1975)
- Таллинское шоссе (16.01.1964 — 14.04.1975)[2]
- Борисовский пер. (1901 — 14.04.1975)[3]
- Красносельское шоссе (кон. XIX в. — 16 января 1964)[4]

До 1975 года на этом месте были два проезда. Один — Борисовский пер., (назв. так с 1901 г. по фамилии домовладельца Н. И. Борисова), от Петергофского шоссе (пр. Стачек) до поворота налево.
12.11.1962 г. часть переулка от пр. Стачек до Кронштадтской ул. вошла в состав улицы Зенитчиков.
Другой проезд — это часть Таллинского шоссе от пр. Стачек до пр. Народного Ополчения. Часть Таллинского шоссе в Старо-Панове осталась до сих пор.

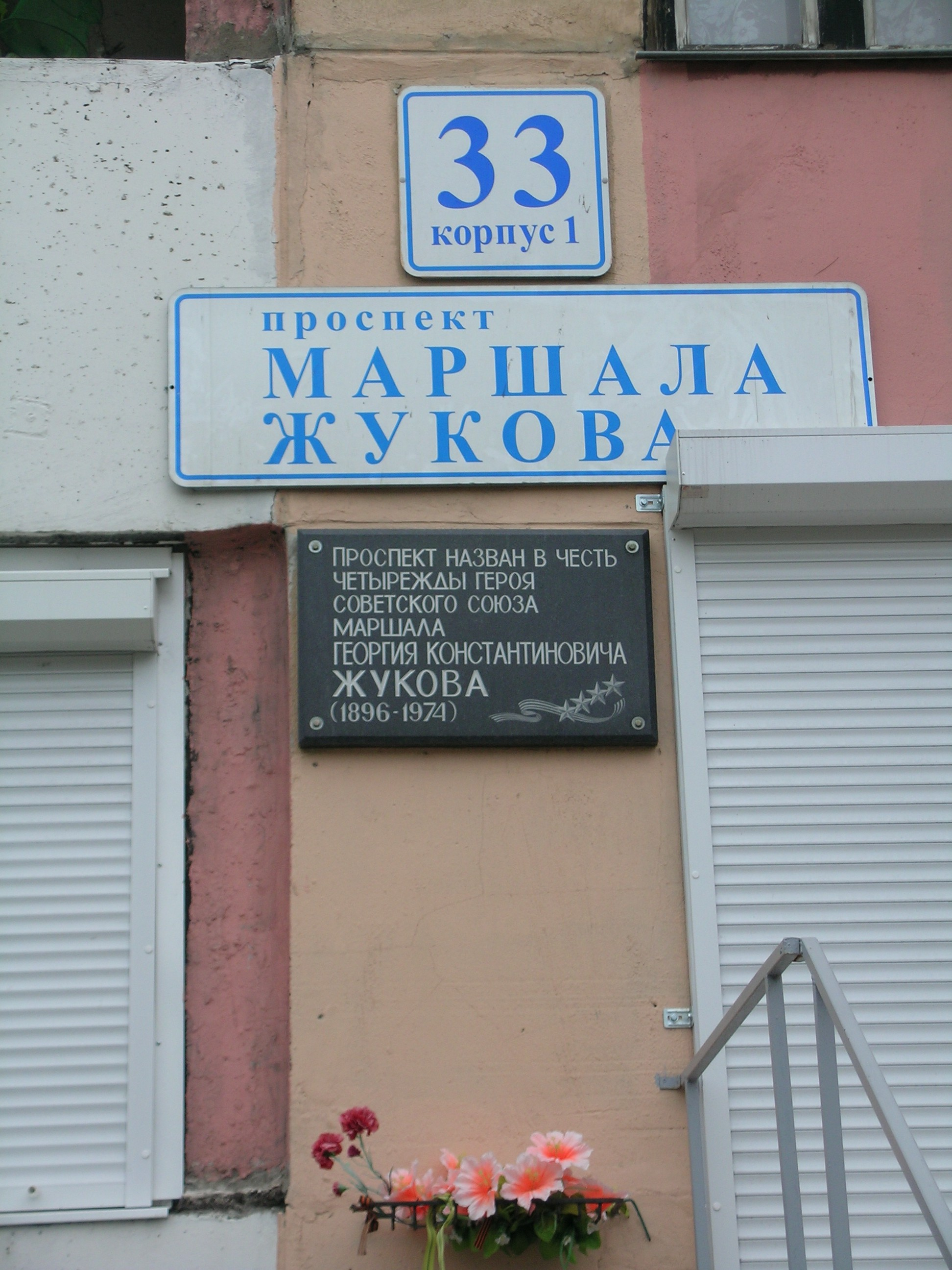
Аннотационная доска

Участок от пересечения с проспектом Стачек до Таллинского шоссе совпадает с трассой старинной Нарвской дороги и является памятником градостроительства и архитектуры, объектом Всемирного наследия ЮНЕСКО.

## Транспорт
1. Метрополитен: станции «Кировский завод», «Автово», «Ленинский проспект», «Проспект Ветеранов»

- непосредственно по проспекту проезжают:

Трамваи:
- № 52 (завод «Северная верфь» — платформа Сосновая поляна)

Троллейбусы:
- № 41 (улица Васи Алексеева — микрорайон «Балтийская Жемчужина»)
- № 48 (улица Васи Алексеева — проспект Героев)

Автобусы:
- № 2 (АС «Проспект Маршала Жукова» — Театральная площадь)
- № 2А (АС «Проспект Маршала Жукова» — Комсомольская площадь)
- № 20 (АС «Кировский завод» — Горелово, стадион «Пингвин»)
- № 52 (платформа Дачное — Улица Бурцева)
- № 81 (Счастливая улица — Торики, улица Политрука Пасечника)
- № 83 (АС «Кировский завод» — улица Доблести)
- № 87 (АС «Проспект Маршала Жукова» — станция метро «Ленинский проспект»)
- № 108 (АС «Кировский завод» — Волхонское шоссе)
- № 111 (АС «Проспект Маршала Жукова» — Улица Маршала Говорова)
- № 142 (Счастливая улица — улица Доблести)
- № 145 (АС «Кировский завод» — Красное село, Октябрьская улица)
- № 145Б (АС «Кировский завод» — Горелово, Геологическая улица, 75)
- № 145Э (АС «Кировский завод» — Красное село, Октябрьская улица)
- № 160 (Счастливая улица — улица Адмирала Трибуца)
- № 165 (АС «Проспект Маршала Жукова» — Красное село, Октябрьская улица)
- № 181 (станция метро «Проспект Ветеранов» — Новоселье)
- № 195 (Счастливая улица — Южное кладбище)
- № 229 (АС «Кировский завод» — платформа Сергиево)
- № 245 (АС «Кировский завод» — Красное село, Красногородская улица)
- № 345 (платформа Дачное — Горелово, улица Коммунаров, 190)
- № 481 (АС «Кировский завод» — Ропша)
- № 482 (АС «Кировский завод» — Шёлково)
- № 482В (АС «Кировский завод» — Каськово)
- № 484 (АС «Кировский завод» — Андреевка)
- № 487 (АС «Кировский завод» — Зимитицы)
- № 546 (станция метро «Кировский завод» — Тайцы)
- № 632 (станция метро «Проспект Ветеранов» — Терволово)
- № 632А (станция метро «Проспект Ветеранов» — Каськово)
- № 639А (станция метро «Ленинский Проспект» — Гостилицы)
- Маршрутные такси:
- № 105А (станция метро «Проспект Ветеранов» — Иннолово)
- № 631 (станция метро «Проспект Ветеранов» — Гатчина, Варшавский вокзал)
- № 650Б (станция метро «Проспект Ветеранов» — Новогорелово)
- № 650В (станция метро «Проспект Ветеранов» — Лаголово)
- № 655 (станция метро «Автово» — Волосово, автовокзал)
- пересекают проспект:
- По улице Маршала Казакова:

Трамваи:
- № 56 (завод «Северная верфь» — улица Маршала Казакова)
- № 60 (завод «Северная верфь» — ЛЭМЗ)

Автобусы:
- № 26 (АС «Кировский завод» — Московский вокзал)
- № 203 (АС «Проспект Маршала Жукова» — станция метро «Проспект Ветеранов»)
- № 260 (АС «Проспект Маршала Жукова» — станция метро «Автово»)
- № 300 (АС «Кировский завод» — платформа Сергиево)
- № 333 (АС «Проспект Маршала Жукова» — станция метро «Московская»)
- По Ленинскому проспекту:

Троллейбусы:
- № 32 (Троллейбусный парк № 1 — Балтийский бульвар)
- № 35 (платформа Сортировочная — проспект Героев)
- № 45 (Звёздная улица — проспект Героев)

Автобусы:
- № 26 (АС «Кировский завод» — Московский вокзал)
- № 226 (улица Пионерстроя — станция метро «Московские ворота»)
- № 239 (Петергофское шоссе — ТРЦ «Мега Дыбенко»)
- № 243 (Московское шоссе, 33 — Балтийский бульвар)
- По Петергофскому шоссе:

Трамваи:
- № 36 (Оборонная улица — Стрельна)

Автобусы:
- № 162 (станция метро «Проспект Ветеранов» — ж/д станция Новый Петергоф)
- № 200 (АС «Кировский завод» — Ломоносов, вокзал)
- № 201 (АС «Кировский завод» — ж/д станция Новый Петергоф)
- № 204Э (Комсомольская площадь — ж/д станция Ораниенбаум)
- № 210 (АС «Кировский завод» — Петергоф, Университет)
- № 401 (станция метро «Автово» — Сосновый Бор)
- № 486 (станция метро «Проспект Ветеранов» — Кипень)
- Маршрутное такси:
- № 401А (станция метро «Автово» — Сосновый Бор)
- № 650А (станция метро «Проспект Ветеранов» — Кипень)
- По проспекту Ветеранов:

Троллейбусы:
- № 20 (Авангардная улица — площадь Стачек)
- № 37 (улица Пионерстроя — Дачный проспект)
- № 46 (Троллейбусный парк № 1 — платформа Сергиево)

Автобусы:
- № 68 (платформа Дачное — ЛЭМЗ)
- № 68А (платформа Дачное — Ленино)
- № 103 (станция метро «Ленинский проспект» — ж/д станция Старый Петергоф)
- № 130 (АС «Проспект Маршала Жукова» — станция метро «Московская»)
- № 242 (станция метро «Проспект Ветеранов» — улица Лётчика Лихолетова)
- № 246 (АС «Проспект Маршала Жукова» — станция метро «Купчино»)
- № 265 (АС «Проспект Маршала Жукова» — платформа Дачное)
- № 284 (платформа Сергиево — станция метро «Проспект Ветеранов»)
- № 297 (АС «Проспект Маршала Жукова» — платформа Дачное)
- № 329 (станция метро «Проспект Ветеранов» — Университет)
- № 343Э (станция метро «Проспект Ветеранов» — ж/д станция Ораниенбаум)
- Маршрутное такси:
- № 486В (станция метро «Проспект Ветеранов» — Горбунки)
- № 635 (станция метро «Проспект Ветеранов» — Новоселье)
- № 639Б (станция метро «Проспект Ветеранов» — Низино)

Трамвайное движение маршрута № 52 осуществляется по нечётной стороне проспекта вдоль Полежаевского парка.

## Торговые центры
ТЦ Фиолент — крупный торговый комплекс, в котором разместились различные магазины. Здесь для покупателей открыты магазины мужской и женской одежды, детских товаров, нижнего белья, сувениров, аксессуаров и обуви, спортивных товаров, а также книжный и ювелирный магазин и один из сети супермаркетов «Перекрёсток». Кроме того, в здании находятся несколько компаний: туристическая и торгово-ремонтная. Также есть большое количество банкоматов и ресторан быстрого питания «Бургер Кинг».
ТЦ Юго-Запад — мебельный центр на Маршала Жукова в Санкт-Петербурге. Здесь находится 74 магазина. Общая площадь центра составляет 5000 м². В торговом центре работают супермаркет «Spar», аптека, зоомагазин, гипермаркет электроники «М.Видео», винный магазин и пункт выдачи товаров. Рядом с ТЦ Юго-Запад расположена бесплатная благоустроенная парковка на 270 машиномест. На территории есть сеть ресторанов быстрого общественного питания «KFC», мини-кофейня «Кофе с собой» и магазин восточных сладостей «Sunduk-Funduk».
Гипермаркет «О’КЕЙ» — крупный продуктовый магазин. В здании расположены магазины одежды, нижнего белья, посуды, спортивных товаров, часов, мебели, товаров для рукоделия, а также салон связи, аптека, оптика. Около гипермаркета имеется небольшая площадка для парковки автомобилей. В магазине расположен ресторан быстрого питания «Вкусно и точка»

## Пересекает следующие улицы, дороги и проспекты
1. Кронштадтская улица
2. дорога на Турухтанные острова
3. Портовая улица
4. Грузовая железнодорожная ветка в порт (проезд по путепроводу над железной дорогой)
5. дорога в Угольную гавань
6. улица Морской Пехоты
7. улица Маршала Казакова
8. Ленинский проспект
9. улица Маршала Захарова
10. проспект Стачек
11. Петергофское шоссе
12. улица Солдата Корзуна
13. улица Бурцева
14. проспект Ветеранов
15. улица Стойкости
16. Полежаевский проезд
17. проспект Народного Ополчения